# Castle Wolfenstein
Castle Wolfenstein – gra komputerowa z gatunku skradanek osadzona w realiach II wojny światowej, wyprodukowana i wydana w 1981 roku przez amerykańskie studio Muse Software. Początkowo ukazała się w wersji na komputer Apple II, natomiast później opublikowano edycję gry na komputery osobiste (1983) i Commodore 64 (1984). W 1984 roku wydana została jej kontynuacja pod nazwą Beyond Castle Wolfenstein.
Gracz wciela się w niej w rolę alianckiego szpiega, którego zadaniem jest infiltracja niemieckiego sztabu znajdującego się w tytułowym zamku i kradzież tajnych planów. Zamek dzieli się na 60 różnych pokoi strzeżonych przez niemieckich strażników. Ściany dzielące pokoje w grze są podatne na zniszczenie.
Castle Wolfenstein zapoczątkował gatunek skradanek w grach komputerowych. Stał się w wielu aspektach pierwowzorem gry Metal Gear, która przyczyniła się do zwiększenia popularności gatunku. Stanowił on bezpośrednią inspirację dla gry Wolfenstein 3D stworzonej przez id Software.

## Rozgrywka
Castle Wolfenstein jest grą o czarno-białej oprawie graficznej, prezentowanej w widoku dwuwymiarowym. Gracz rozpoczyna grę w pomieszczeniu ze strażnikami niemieckimi, mając do dyspozycji naładowany pistolet z dziesięcioma nabojami. Na każdym poziomie zadaniem jest wydostanie się z pomieszczenia przez odpowiednie drzwi. Każdy kolejny poziom w grze jest coraz trudniejszy do zniszczenia.
Gracz może zabijać napotkanych strażników przy pomocy pistoletu (co może zaalarmować innych Niemców), jak również za sprawą granatów zdobytych w trakcie rozgrywki. Granaty oraz inne przedmioty przydatne podczas rozgrywki (naboje do pistoletu, klucze, tajne plany wroga) kierowany bohater może zdobyć, przeszukując martwych żołnierzy lub otwierając skrzynie znajdujące się w pomieszczeniach.
Gracz ma możliwość przebrania się w zdobyty od Niemców mundur. Dzięki niemu może przejść do kolejnych pomieszczeń bez wzbudzania podejrzeń strażników. Jednak zdolni do wykrycia kierowanego bohatera są strażnicy SS, którzy wszczynają alarm po rozpoznaniu dywersanta.